# Božidar Bralo
Božidar Bralo (Brina kod Livna, 1907. – Sarajevo, 1945.), hrvatski rimokatolički svećenik, saborski zastupnik i dužnosnik NDH

## Životopis
Rođen u Brinu kraj Livna. Bogosloviju završio u Zagrebu. U Sarajevu bio župnik. 
kao župnik službovao u Sarajevu. Po proglašenju hrvatske države travnja 1941. bio dio političke akcije koju su poveli pristaše Muslimanske organizacije Hakije Hadžića te s njima povezani katolički zagovornici ulaska BiH u sastav NDH. Po primitku vijesti o proglašenju, spontano je utemeljen i "tajni akcijski odbor Hrvata nacionalista" u koji su ušli Hakija Hadžić i Atif Hadžikadić, a od katolika Filip Premužić, Božidar Bralo i Josip Zubić. Došli su u dodir s njemačkim vojnim vlastima i uputili im da se omogući uspostava veze sa Zagrebom. S njemačkim vojnim zapovjednikom sastanak su održali 17. travnja 1941. godine. Potkraj travnja 1941. imenovan za povjerenika Povjereništva NDH za BiH. 26. travnja i 10. svibnja 1941. založio se dopisima za gospodarstvenika iz Sarajeva Josipa Landaua, suprugu mu Albine Landau i njihovu djecu kod ustaških vlasti da im se dodijeli počasno arijstvo. Dužnost je obnašao do 7. kolovoza 1941. Na obnovljenom Hrvatskom državnom saboru u NDH 1942. zastupnik. Ivan Evanđelist Šarić, vrhbosanski nadbiskup imenovao ga je počasnim predsjednikom Nadbiskupskoga duhovnog stola Vrhbosanske nadbiskupije. Poslije pada NDH u Sarajevu osuđen na smrt.